# Francia ai Giochi della V Olimpiade
La Francia partecipò ai Giochi della V Olimpiade che si sono svolti a Stoccolma dal 5 maggio al 27 luglio 1912, con una delegazione di 119 atleti impegnati in tredici discipline.

## Risultati

### Pallanuoto
| Atleta | Classifica                                                                              |                    |
| --- | --------------------------------------------------------------------------------------- | ------------------ |
| V · D · M Nazionale maschile francese di pallanuoto · Giochi olimpici - Stoccolma 1912 Prouvost · Van Laere · Rigal · Beulque · Thorailler · Decoin · Vasseur · Rodier · CT : - | 5°                                                                                      |                    |
| Nazionale maschile francese di pallanuoto · Giochi olimpici - Stoccolma 1912 |                                                                                         |                    |
| Prouvost · Van Laere · Rigal · Beulque · Thorailler · Decoin · Vasseur · Rodier · CT: -                                                                                         | Prouvost · Van Laere · Rigal · Beulque · Thorailler · Decoin · Vasseur · Rodier · CT: - | Francia (bandiera) |